# Katrín Ásbjörnsdóttir
Katrín Ásbjörnsdóttir (11 dicembre 1992) è una calciatrice islandese, attaccante del Breiðablik.

## Carriera

### Nazionale
Ásbjörnsdóttir entra nel giro delle nazionali islandesi fin da giovanissima, convocata dalla Federcalcio islandese (KSÍ) per rappresentare la sua nazione prima del compimento dei 15 anni d'età. Inserita in rosa con la formazione Under-17 impegnata alle qualificazioni all'edizione 2008 del campionato europeo di categoria, primo torneo ufficiale UEFA destinato a quella fascia d'età, fa il suo debutto il 22 settembre 2007, nell'incontro vinto sulle pari età dell'Ucraina. Veste la maglia della nazionale Under-17 fino all'anno successivo, giocando il suo ultimo incontro il 12 ottobre 2008, 0-0 con l'Azerbaigian nell'ambito delle qualificazioni all'Europeo 2009, giocando complessivamente 11 incontri senza aver raggiunto la fase finale del torneo.
Passata all'Under-19 dal 2009, scende in campo nella prima partita del secondo turno di qualificazione agli Europei U19 di Bielorussia 2009, dove le islandesi superano per 3-2 le avversarie della Danimarca. Pur riuscendo a superare il turno accedendo alla fase finale, Ásbjörnsdóttir non venne più impiegata fino alle qualificazioni all'edizione successiva di Macedonia 2010, non riuscendo a ripetere il risultato, e a quelle di Italia 2011, anche in questo caso mancando l'obbiettivo e privandola dell'occasione di giocare una fase finale dell'Europeo. In tutto con la maglia dell'Under-19 Ásbjörnsdóttir scende in campo in 15 incontri, siglando 5 reti in altrettante partite.
Dopo un'unica parentesi in Under-23 nel 2012, dal 2013 viene inserita in rosa con la nazionale maggiore dal nuovo responsabile tecnico Freyr Alexandersson, facendo il suo debutto il 1º giugno di quell'anno nell'amichevole vinta per 3-2 sulla Scozia. Da allora è stata convocata all'edizione 2014 dell'Algarve Cup, dove scende in campo nell'incontro perso per 5-0 con la Germania, e venendo più regolarmente impiegata dal 2016, inserita quell'anno in rosa per la Sincere-Cup, torneo dove si mette in luce per aver realizzato la rete del definitivo pareggio per 2-2 con la Cina, e dall'anno successivo all'Algarve Cup 2017 e alle qualificazioni del campionato europeo dei Paesi Bassi 2017 contribuendo all'accesso alla fase finale. Alexandersson le rinnova la fiducia annoverandola tra le atlete della definitiva lista annunciata il 22 giugno 2017 e impiegandola in due dei tre incontri giocati dall'Islanda nella fase a gironi prima della sua eliminazione.

## Palmarès
- Campionato islandese: 2

Thór/KA: 2012
Stjarnan: 2016
- Supercoppa islandese: 1

Thór/KA: 2013